# Pavel Řežábek
Pavel Řežábek (* 25. listopadu 1960 Písek) je český ekonom, v letech 2005 až 2017 člen bankovní rady České národní banky.

## Život
Vystudoval obor ekonomickomatematické výpočty na Fakultě řízení Vysoké školy ekonomické v Praze (promoval v roce 1984 a získal titul Ing.). Později si ještě doplnil vzdělání doktorským studiem na Národohospodářské fakultě VŠE v Praze (promoval v roce 2009 a obdržel titul Ph.D.).
V letech 1984 až 1991 pracoval jako obchodní náměstek v podniku Potraviny SK Příbram a od roku 1991 do roku 1995 jako jednatel a ředitel pro administrativu ve firmě T.IMC, s.r.o. Příbram. V roce 1995 byl auditorem Agrobanky a o rok později poradcem a konzultantem ve společnosti BSA, a.s. Praha.
V letech 1996 až 2001 působil postupně na pozicích ředitele odboru vnitřního auditu, předsedy bankovní rady a generálního ředitele Konsolidační banky Praha a následně v letech 2001 až 2004 i ve funkci generálního ředitele a předsedy představenstva České konsolidační agentury. Byl členem dozorčích rad významných průmyslových podniků a finančních institucí, např. První česko-ruské banky. Absolvoval rovněž stáž v Evropské investiční bance v Lucemburku.
Vyučuje na NF VŠE v Praze, kde je také členem vědecké rady. Dále se angažuje jako člen správní rady Univerzita Karlova v Praze a člen International Relations Committee Evropské centrální banky. K hospodářské politice se vyjadřuje v domácích i zahraničních odborných publikacích a v tisku.
V únoru 2005 jej prezident Václav Klaus jmenoval členem bankovní rady České národní banky. V únoru 2011 mu pak opět prezident Václav Klaus mandát prodloužil i na druhé šestileté funkční období. Funkci tak zastával do února 2017.